# I Hate Music
| Recensione | Giudizio |
| ---------- | -------- |
| Rockol     | 7/10     |

I Hate Music è il secondo EP del cantante italiano Michele Bravi, pubblicato il 2 ottobre 2015 dalla Universal Music Group.

## Descrizione
Il disco segna una svolta nella carriera del cantante poiché, oltre ad essere il primo album dell'artista pubblicato per la Universal, è la sua prima pubblicazione con testi totalmente in lingua inglese, scritti dallo stesso Bravi, con sonorità più mature rispetto ai lavori precedenti. Musicalmente è un disco sperimentale in cui emergono brani pressoché pop che spaziano tra il power pop, il pop rock, la musica elettronica e la dance.
L'EP ha debuttato al terzo posto della classifica FIMI Album, risultando essere il lavoro discografico di maggior successo del cantante fino all'uscita del suo secondo album Anime di carta.

## Tracce
1. The Days – 3:20
2. Sweet Suicide – 3:32
3. Sometimes (Just Let Go) – 3:49
4. The Fault in Our Stars – 3:02
5. Big Dreams and Bullet Holes – 3:28
6. Insane – 3:10
7. Say My Name – 4:09
8. The Days (Acoustic Version) – 4:31

## Formazione
- Michele Bravi – voce
- Daniele Giuli – chitarra elettrica, chitarra acustica
- Elio Di Nardo – basso, pianoforte
- Jacopo Volpe – batteria
- Francesco "Katoo" Catitti – tastiera, sintetizzatore, sequencer, programmazione
- Simone Scabardi – violino
- Giulio Cisco – violino
- Davide Cattazzo – viola
- Enrico Maderni – violoncello
- Nicola Granuzzo – corno francese

## Classifiche
| Classifica (2015) | Posizione massima |
| ----------------- | ----------------- |
| Italia            | 3                 |